# Elbach (Haut-Rhin)
Elbach (deutsch Ellbach, mundartlich Erbe) ist eine französische Gemeinde mit 270 Einwohnern (Stand 1. Januar 2022) im Département Haut-Rhin in der Region Grand Est (bis 2015 Elsass).

## Geografie
Elbach liegt im Sundgauer Tertiärhügelland im Bereich der Burgundischen Pforte, zehn Kilometer westlich von Altkirch und drei Kilometer westlich von Dannemarie. Knapp einen Kilometer südlich des Ortes verläuft der Rhein-Rhône-Kanal, der hier die Wasserscheide zwischen Rhein und Rhone überwindet. Der Ort liegt am namengebenden Elbächlein, das unterhalb des Ortes parallel zum Rhein-Rhône-Kanal verläuft und bei Wolfersdorf in die Larg mündet. 
Der Ort liegt an der alten Sprachgrenze: die Flurnamen sind deutsch, die der westlichen Nachbargemeinden französisch. 
Die Nachbargemeinden im Uhrzeigersinn sind Traubach-le-Bas im Norden, Wolfersdorf im Osten, Retzwiller im Südosten, Valdieu-Lutran im Südwesten, Chavannes-sur-l’Étang im Westen und Bréchaumont im Nordwesten.

## Geschichte
1271 als Elnbach erwähnt. Auf dem Schlossberg Spuren einer prähistorischen Verteidigungsanlage. Eine Delle (Dattenried) und Breisach verbindende Römerstraße verlief etwas östlich des heutigen Dorfes. 
Bis 1324 gehörte der Ort zur Grafschaft Pfirt (Herrschaft Thann) und kam dann durch die Heirat der Johanna von Pfirt mit Herzog Albrecht II. von Österreich an Habsburg. Im Westfälischen Frieden 1648 ging der Ort mit dem ganzen elsässischen Besitz der Habsburger an die französische Krone. Von 1871 bis zum Ende des Ersten Weltkrieges gehörte Elbach als Teil des Reichslandes Elsaß-Lothringen zum Deutschen Reich und war dem Kreis Altkirch im Bezirk Oberelsaß zugeordnet.
Im 19. Jahrhundert wohnten mehrere jüdische Viehhändler im Dorf.

## Bauwerke
Die Peter-und-Paul-Kapelle trägt das Baudatum 1770. Im Inneren ein volkstümliches Vesperbild und eine Sankt-Peter-Statue aus der Barockzeit. 
Mehrere gut erhaltene Fachwerkbauten, zumeist in Stockwerkbauweise aus dem 18. und 19. Jahrhundert. Besonders altertümlich das Fachwerk des Hauses Nr. 1 an der Rue de Traubach: Ständerbauweise mit traufwandhohen Wandständern und Langstreben, altertümlich weitabständigem Fachwerk. Wohl noch 16. Jahrhundert. – Auch der Winkelhakenhof am Eingang der Rue de l`'Étang ist noch in der altertümlichen Ständerbauweise mit traufwandhohen Wandständern und Langstreben errichtet. Die kniestockartige Aufstockung auf der Hofseite ist eine spätere Bauveränderung. 
|  |  |

### Bevölkerungsentwicklung
| Jahr      | 1910 | 1962 | 1968 | 1975 | 1982 | 1990 | 1999 | 2006 | 2017 |
| Einwohner | 138  | 138  | 140  | 160  | 243  | 256  | 276  | 270  | 259  |